# Sugár Katinka Battai
Sugár Katinka Battai, född 17 april 2003, är en ungersk fäktare som tävlar i sabel.

## Karriär
Vid världsmästerskapen i fäktning 2022 i Kairo tog Battai guld tillsammans med Renáta Katona, Liza Pusztai och Luca Szűcs i lagtävlingen i sabel. Vid världsmästerskapen i fäktning 2023 i Milano tog hon sitt andra VM-guld tillsammans med Anna Márton, Liza Pusztai och Luca Szűcs i lagtävlingen i sabel.